# Neue Reichskanzlei

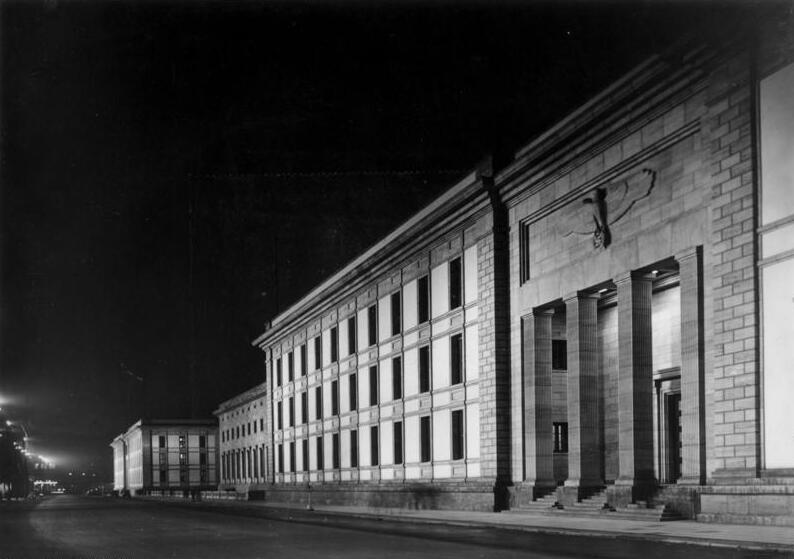
Die Neue Reichskanzlei in der Voßstraße in Berlin-Mitte, April 1939

Die Neue Reichskanzlei in der Voßstraße im heutigen Berliner Ortsteil Mitte wurde zwischen 1934 und 1943 unter Adolf Hitler nach Plänen von Albert Speer als Ergänzung der alten Reichskanzlei und des 1928–1930 errichteten Erweiterungsbaus in der Wilhelmstraße gebaut.

## Grundstückserwerb und Arisierung des Wertheim-Konzerns
Im Zuge der Vorbereitungen zum Bau der Neuen Reichskanzlei erwarb das Deutsche Reich im Jahr 1937 mehrere Grundstücke in der Voßstraße, die zuvor dem jüdischen Kaufhauskonzern Wertheim gehörten. Diese Verkäufe erfolgten unter dem Druck wachsender antisemitischer Maßnahmen und waren Teil der systematischen Arisierung des Unternehmens. Der Bankier Emil Georg von Stauß, der enge Verbindungen zum NS-Regime pflegte, vermittelte den Verkauf der Grundstücke an das Deutsche Reich.
Die maßgebliche Beteiligung führender Nationalsozialisten, insbesondere Martin Bormann und Hermann Göring, trug dazu bei, dass die Arisierung des Wertheim-Konzerns beschleunigt wurde. Die betreffenden Grundstücke wurden anschließend in das Areal der Neuen Reichskanzlei integriert, die ab Januar 1938 nach den Entwürfen von Albert Speer errichtet und im Januar 1939 eingeweiht wurde.
Der Bau der Neuen Reichskanzlei steht damit exemplarisch für die enge Verknüpfung von architektonischem Machtsymbolismus und antisemitischer Enteignungspolitik im Nationalsozialismus.

## Baugeschichte

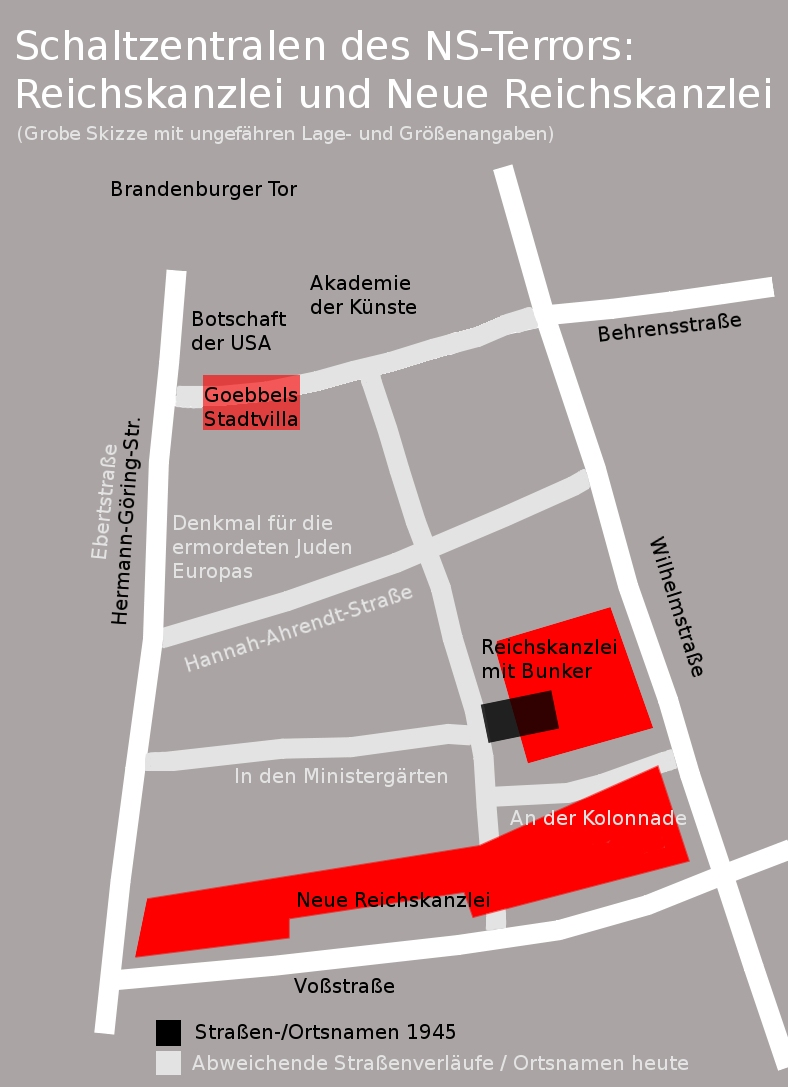
Schematischer Lageplan der Neuen Reichskanzlei im heutigen Straßenbild

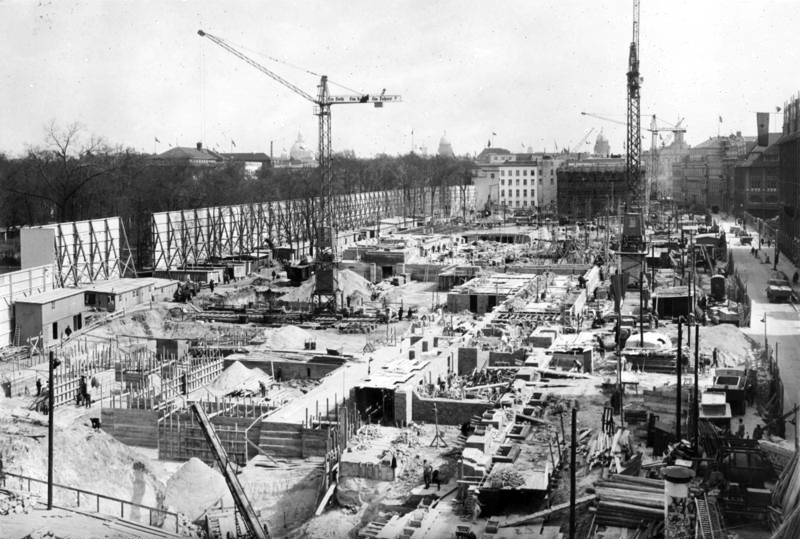
Bau der Neuen Reichskanzlei in der Voßstraße, 1938

Offiziell beauftragte Hitler am 11. Januar 1938 Generalbauinspektor für die Reichshauptstadt Albert Speer mit einem Neubau entlang der gesamten Voßstraße, was einer Gebäudefront von 421 Metern Länge entspricht. Die Planungen hatten schon 1934 begonnen, und ab 1935 wurden die 18 Gebäude der Straße Stück für Stück aufgekauft. Das ebenfalls seit 1934 in Reichsbesitz befindliche Palais Borsig (Voßstraße 1) wurde nicht abgerissen, sondern in den Neubau integriert. Die Baupläne wurden von Hans Peter Klinke realisiert.
Abgerissen wurden dagegen bis 1937 die Gebäude Voßstraße 2–10. Das beinhaltete auch die Bayrische Gesandtschaft (Hausnummer 3), das Justizministerium (Hausnummer 4/5) und die Württembergische Gesandtschaft (Hausnummer 10). Erst mit der offiziellen Vergabe des Bauauftrages an Albert Speer wurde damit begonnen, die Gebäude westlich davon, Voßstraße 11–19 (darunter die Gauleitung Groß-Berlin der NSDAP und die Sächsische Gesandtschaft), abzureißen.
Ab Anfang 1938 wurde mit Hochdruck an der Fertigstellung der Neuen Reichskanzlei gearbeitet, um sie rechtzeitig zum jährlichen Diplomatenempfang am 7. Januar 1939 fertigzustellen. Dies gelang nicht; einige Ausbauarbeiten dauerten bis Anfang der 1940er Jahre. Die von Speer nach dem Zweiten Weltkrieg in seiner Autobiografie gegebene Schilderung, er sei Ende Januar 1938 zum „Führer“ gebeten worden und dieser habe ihm völlig überraschend eröffnet, Speer solle ihm eine Neue Reichskanzlei gestalten, ist nicht nachweisbar.
Der Bau des in den ursprünglichen Plänen nicht vorgesehenen Führerbunkers begann erst 1943. Er lag auch nicht unter der Neuen Reichskanzlei, sondern zusammen mit anderen von Hitler genutzten Luftschutzräumen im Garten der Alten Reichskanzlei (Wilhelmstraße 77). Die Neue Reichskanzlei hatte 1938 auch Luftschutzkeller erhalten; diese wurden von Menschen aus der Umgebung genutzt.
Insgesamt kostete der Bau der Reichskanzlei 90 Millionen Reichsmark, was kaufkraftbereinigt in heutiger Währung rund 471 Millionen Euro entspricht.

## Architektur und Arbeitszimmer Hitlers
Bei der Konzeption der Neuen Reichskanzlei ging es Speer hauptsächlich um die architektonische Repräsentation von Macht und Herrlichkeit von Führer und Reich. Der gesamte Gebäudekomplex wurde, der Architektur des Nationalsozialismus entsprechend, in einer kühlen neoklassizistischen Formensprache errichtet. Die sogenannte „Diplomaten-Route“, eine opulente und langgestreckte 300 Meter lange Raumflucht, die vom monumentalen Ehrenhof, über eine Vorhalle in den Mosaiksaal, den Runden Saal und die Marmorgalerie führte, endete schließlich im Empfangssaal, beziehungsweise dem Arbeitszimmer Hitlers. Dieses Architekturkonzept griff auf die barocke Enfilade zurück, dem repräsentativen, durch kostbar ausgestattete Räume führenden Weg zum absoluten Herrscher. Speer und Hitler wollten allerdings die einstige barocke Prachtentfaltung in ihrer Monumentalität übertreffen. So war die Marmorgalerie der Reichskanzlei doppelt so lang wie der Spiegelsaal von Versailles. Die Neue Reichskanzlei sollte den Anspruch auf eine deutsche Dominanz in Europa untermauern. Für die Innengestaltung mehrerer Büros, der Kanzlei des Führers und des Großen Sitzungssaals war Architekt Cäsar Pinnau verantwortlich.
Das Arbeitszimmer Hitlers war der größte und prächtigste Saal des Bauwerks. Es hatte eine Grundfläche von knapp 400 m² bei einer Höhe von fast zehn Metern. Kostspielige Materialien wurden verbaut: dunkelroter Saalburger Marmor, Palisander und Rosenholz für die Wände, Palisander für die Kassettendecke und Ruhpoldinger Steinplatten für den Fußboden. Der großzügig dimensionierte Schreibtisch war mit Intarsien verziert und die Platte mit rotem Leder bespannt. Der Kartentisch hatte eine aus einem Stück gefertigte fünf Meter lange und 1,60 Meter breite Platte aus Adneter Marmor. An den Wänden hingen wertvolle Gemälde nach Hitlers Kunstgeschmack. Das Büro wurde hauptsächlich zu Repräsentationszwecken genutzt.

## Ausstattung
Zur Ausgestaltung der neuen Reichskanzlei wurden von Speer im Auftrag Hitlers zahlreiche Künstler und Kunsthandwerker herangezogen. So wurde das Mobiliar der Machtzentrale eigens für diesen Bau von Hand gefertigt. Das galt auch für Silberbestecke und Tafelgeschirr, Gobelins und Vorhänge.

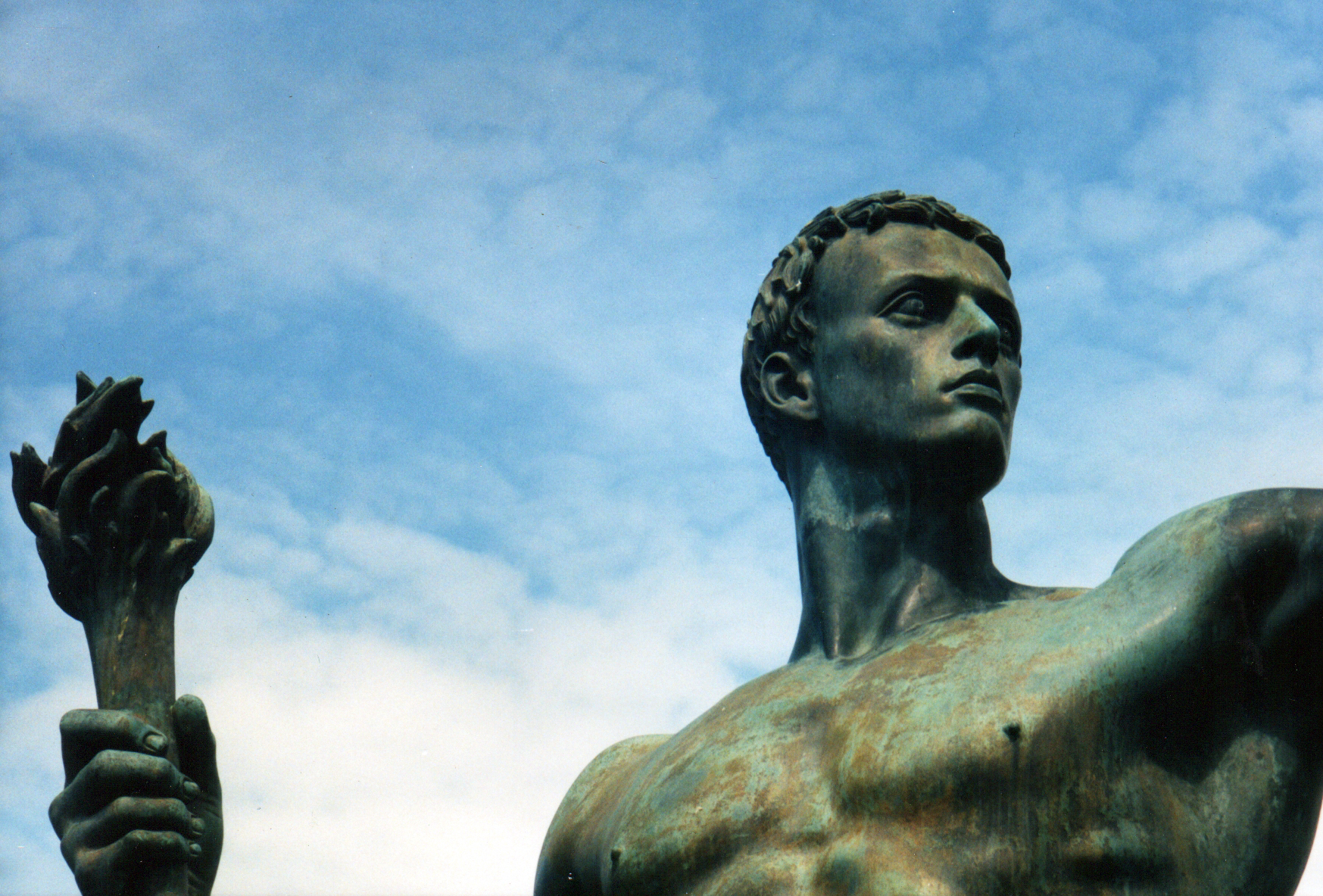
Arno Breker: Die Partei (Ausschnitt)

Zu den führenden beteiligten Bildhauern gehörten
- Arno Breker (Skulpturenschmuck am zentralen Hauptportal Die Partei [Fackelträger] und Die Wehrmacht [Schwertträger]),
- Josef Thorak (überlebensgroße Pferdebronzen auf der Terrasse zum Park) und
- Kurt Schmid-Ehmen (Hoheitszeichen: Reichsadler mit Hakenkreuz).

Die Gebäudetechnik entsprach dem damals modernsten Standard und umfasste unter anderem eine Klimaanlage und Rolltreppen im Büroflügel.
Reste der Ausstattung befinden sich heute unter anderem im Deutschen Historischen Museum in Berlin (Schreibtisch und Globus aus Hitlers Arbeitszimmer), im Kreml in Moskau (Kronleuchter und Kandelaber), im Pentagon in Washington (Gemälde), im Museum Europäischer Kunst im Schloss Nörvenich (die Skulptur Die Partei) und als Beutegut und Souvenir im Besitz ehemaliger alliierter Soldaten und deren Erben sowie Privatsammlern (Möbel, Geschirr).
Den Garten hinter dem Hauptgebäude schmückte Speer mit großen Bronzefiguren aus, darunter zwei schreitende Pferde von Josef Thorak. Eine der Pferdebronzen wurde zuletzt auf einem Kasernengelände der russischen Streitkräfte in Eberswalde gesehen. Ihr Verbleib nach dem Abzug der sowjetischen Streitkräfte aus Deutschland in den 1990er Jahren war bis zum Jahr 2015 ungeklärt, ehe die beiden Schreitenden Pferde am 20. Mai 2015 bei einer bundesweiten Razzia in Bad Dürkheim wiedergefunden wurden. Dabei wurde auch ein monumentales Granit-Relief von Arno Breker in einer Lagerhalle entdeckt, das wohl für den nicht verwirklichten Triumphbogen bestimmt war.

## Zerstörung

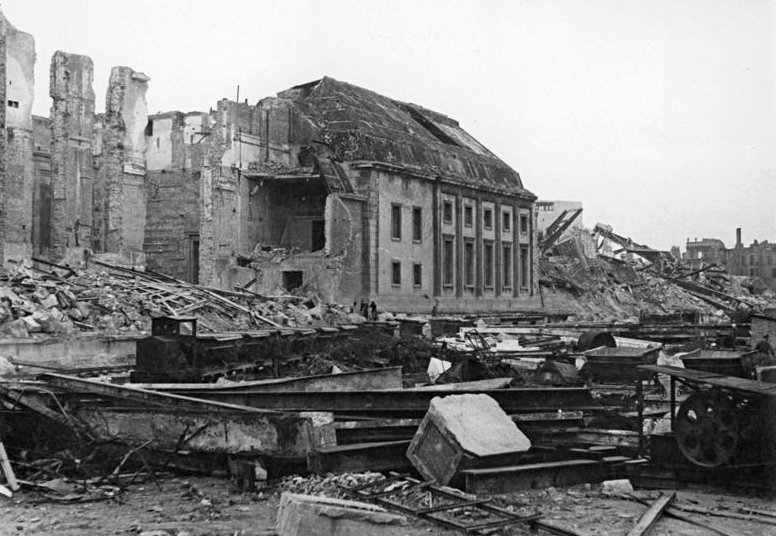
Abriss der Reichskanzlei, um 1950

Bei den Luftangriffen auf Berlin wurde die Neue Reichskanzlei bis zum Kriegsende nur leicht beschädigt. Nach der Eroberung Berlins erbeuteten die sowjetischen Truppen einen der Reichsadler (Bronzearbeit von Kurt Schmid-Ehmen) aus der Reichskanzlei. Die Sowjetunion übereignete ihn im Jahr 1946 dem Vereinigten Königreich. Heute ist er im Imperial War Museum in London ausgestellt.
Als eines der zentralen Symbole der Macht Hitlers wurde der unterschiedlich stark zerstörte Gebäudekomplex der Neuen und Alten Reichskanzlei und des Palais Borsig von 1949 bis 1956 auf Befehl der Sowjetischen Kontrollkommission abgetragen.
Da nach 1945 in der DDR für repräsentative Bauten Saalburger Marmor (ein roter Kalkstein und im petrografischen Sinne kein Marmor) genutzt wurde, wurde kolportiert, dass Boden- und Wandverkleidungen der Neuen Reichskanzlei, die zu Teilen ebenfalls aus diesem Material bestanden, wieder verwendet wurden. Dies betrifft die Foyers der Humboldt-Universität und des Alten Palais, den U-Bahnhof Mohrenstraße und die Sowjetischen Ehrenmale (im Treptower Park, im Tiergarten und in der Schönholzer Heide). Ein direkter Nachweis dafür liegt nicht vor.

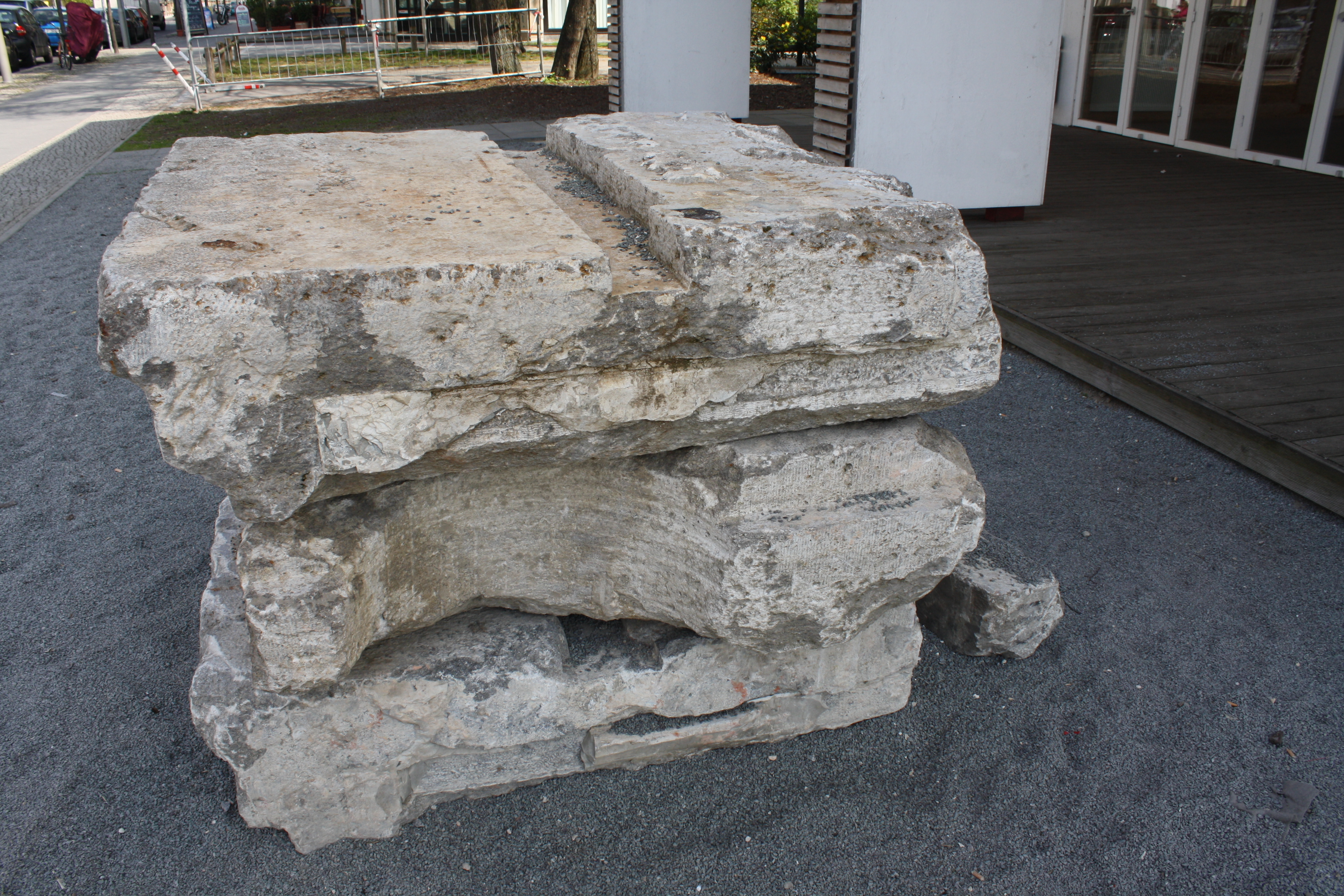
Im Jahr 2008 gefundene Fragmente der Neuen Reichskanzlei
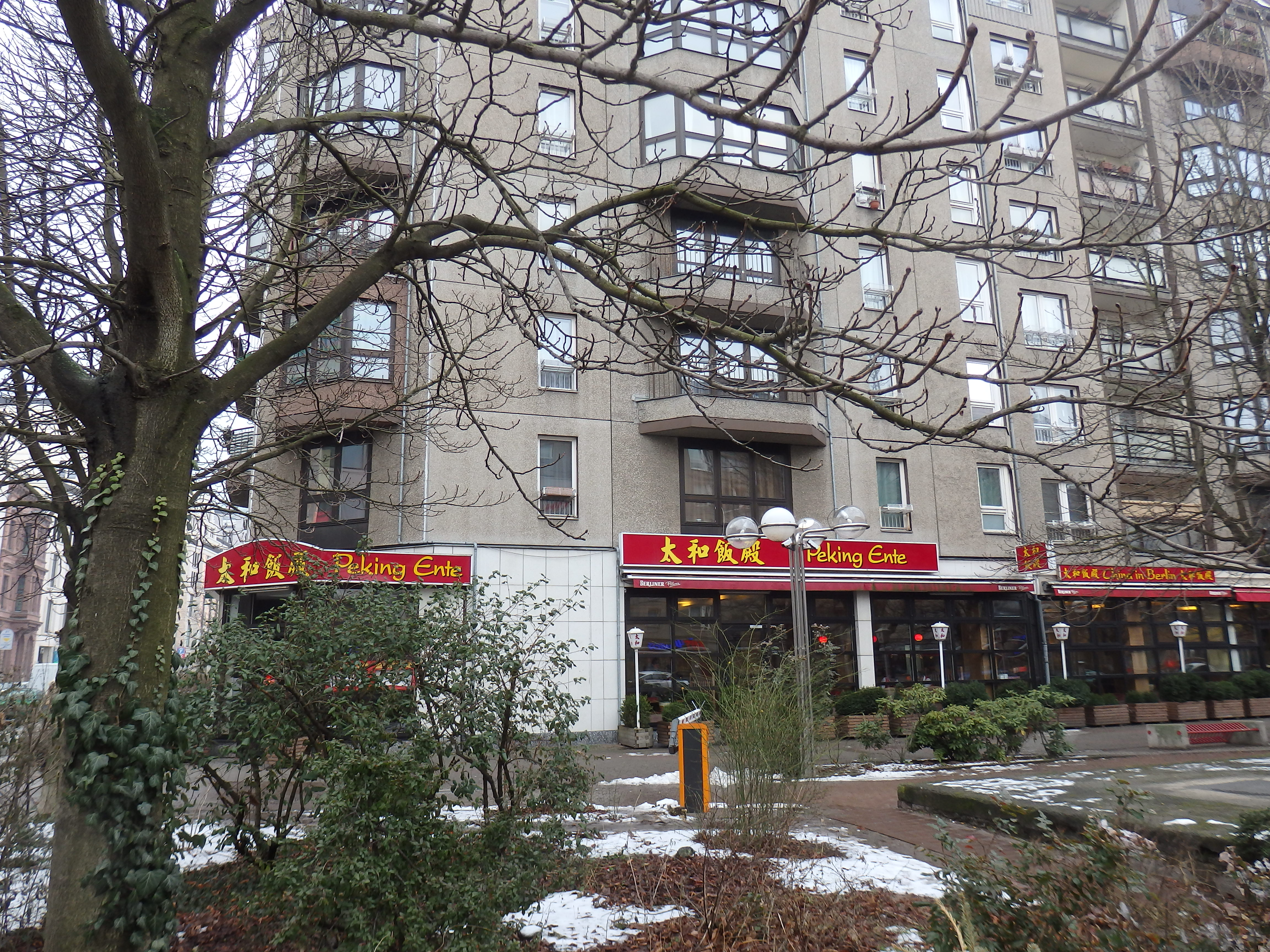
Heutige Bebauung der früheren Reichskanzlei: Wilhelm- /Ecke Voßstraße

In Roberto Rossellinis Film Deutschland im Jahre Null aus dem Jahr 1947 spielen einige Szenen in der Ruine der Neuen Reichskanzlei. In diesen ist zu sehen, dass bereits abschnittsweise die Bodenbeläge im Bereich der Marmorgalerie entfernt worden sind.
Bei Fundamentvorbereitungen für Neubauten an der Ecke Voß- und Ebertstraße wurden im Februar 2008 Fragmente ehemaliger Fenstergewände oder Dachgesimse geborgen. Die Steine konnten der Neuen Reichskanzlei zugeordnet werden.
Heute erinnert eine Tafel der Stiftung Topographie des Terrors an das Gebäude. Der Baugrund wurde in der späten DDR-Zeit um 1988 mit mehrgeschossigen Plattenbauwohnungen neu bebaut. 

Bilder der Reichskanzlei
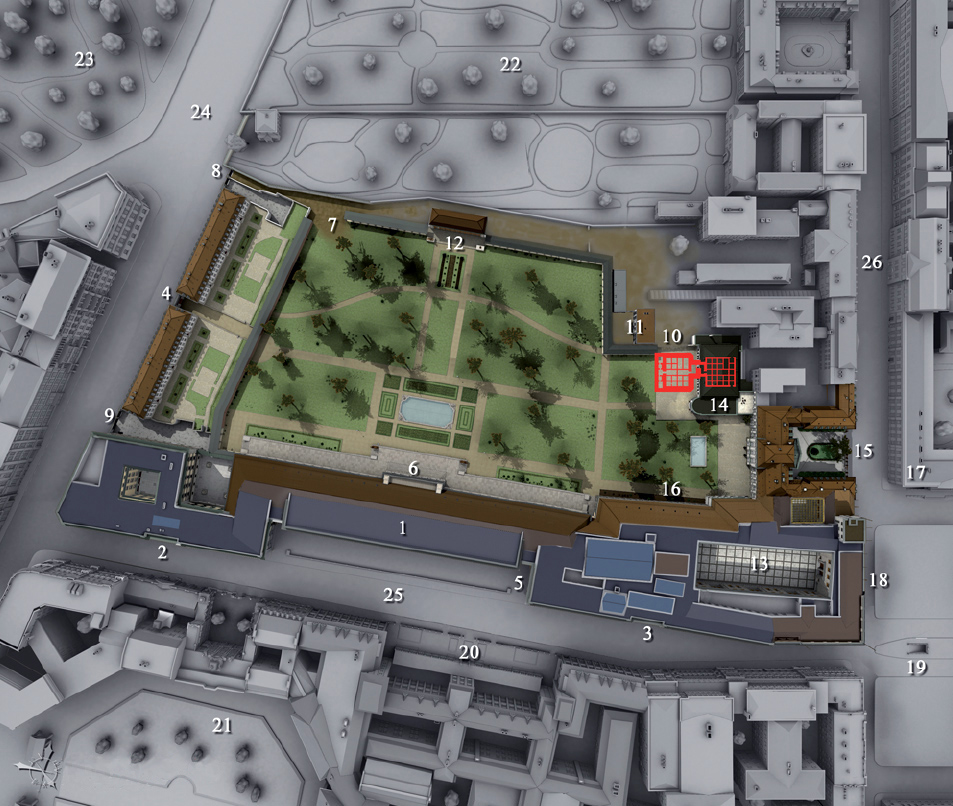
Modell der Reichskanzlei
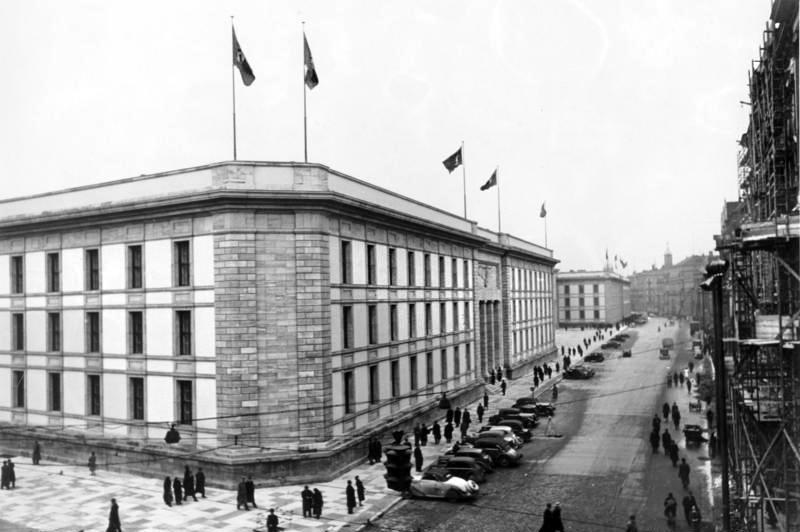
Ansicht Voßstraße / Hermann-Göring-Straße, 1939
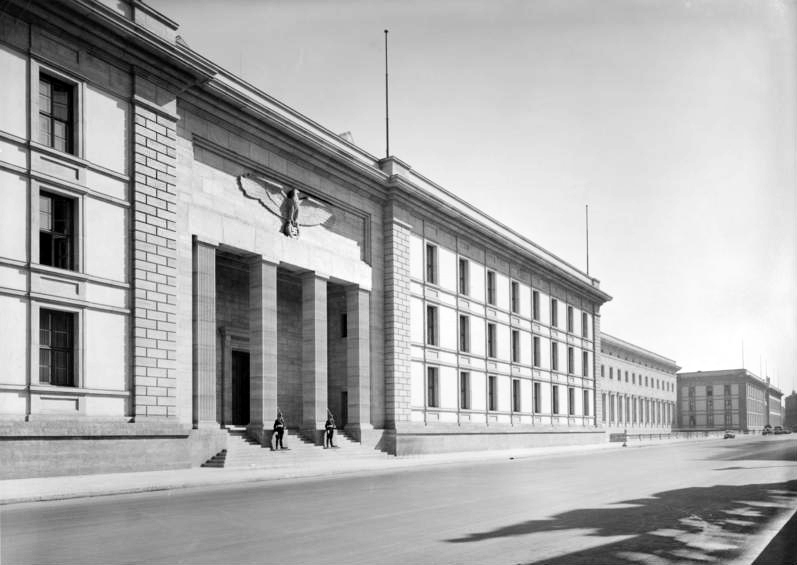
Eingang zur Reichskanzlei, 1939
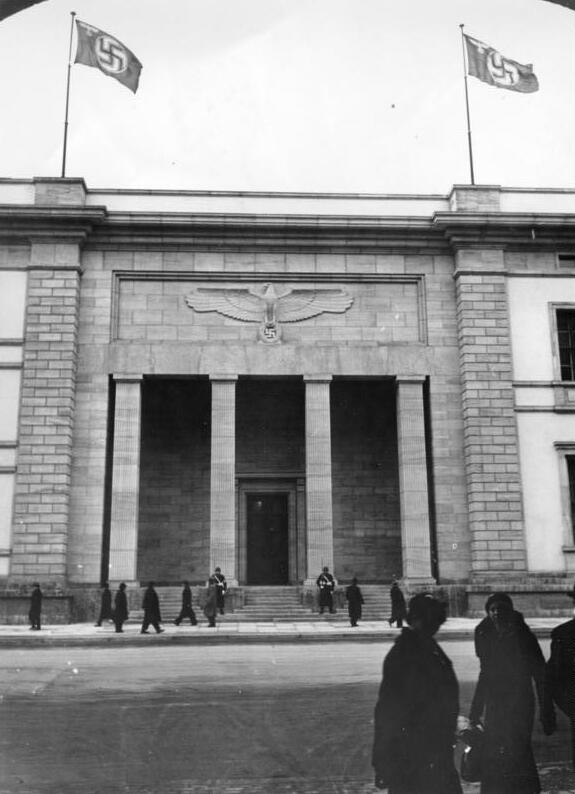
Eingang der Reichskanzlei mit SS-Posten, 1939
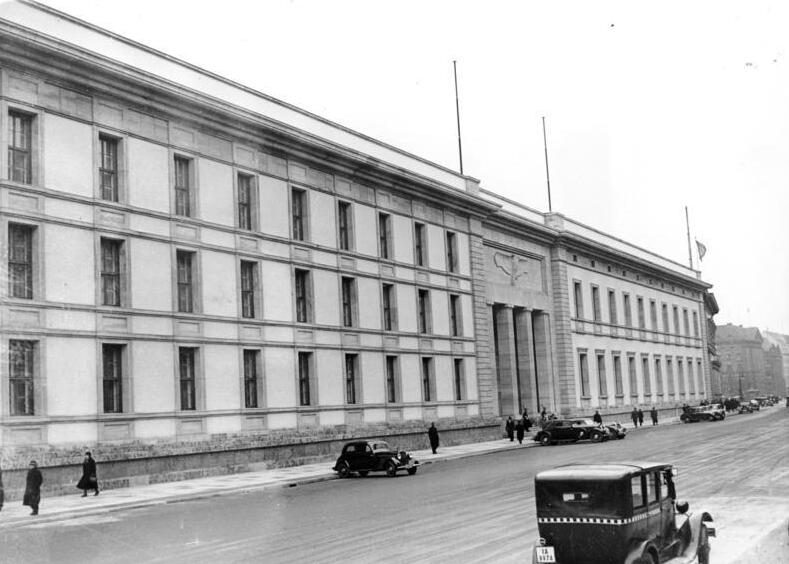
Eingang zur Präsidialkanzlei, 1939
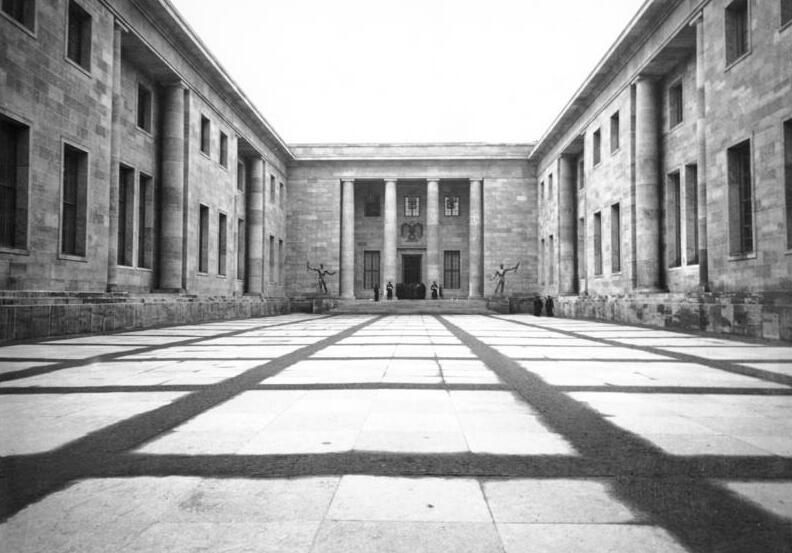
Ehrenhof, 1939
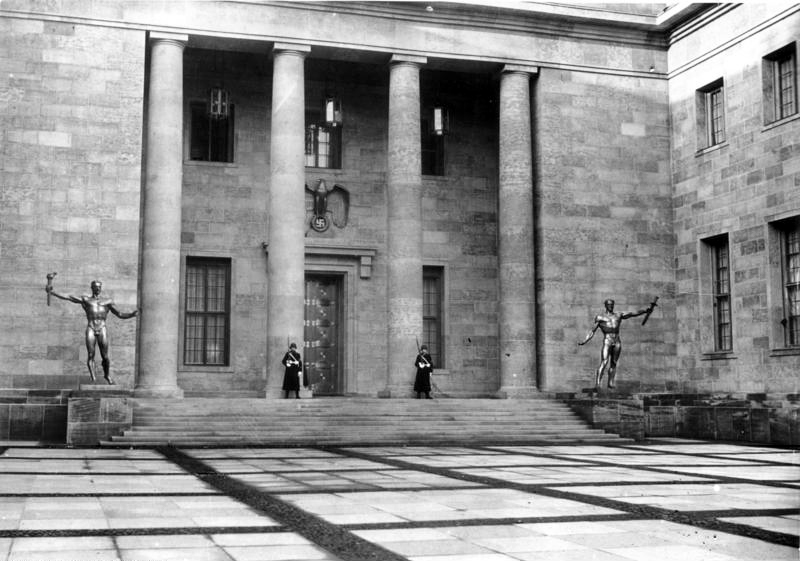
Portal im Ehrenhof, 1940
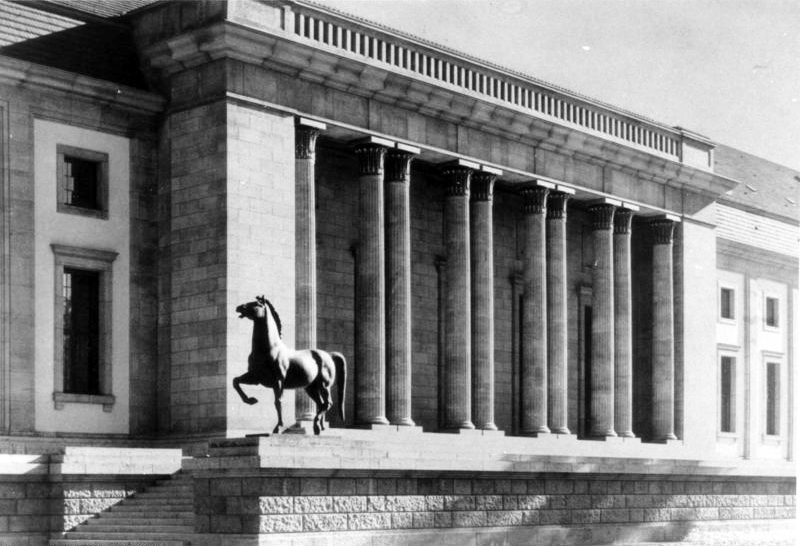
Gartenfront, 1939
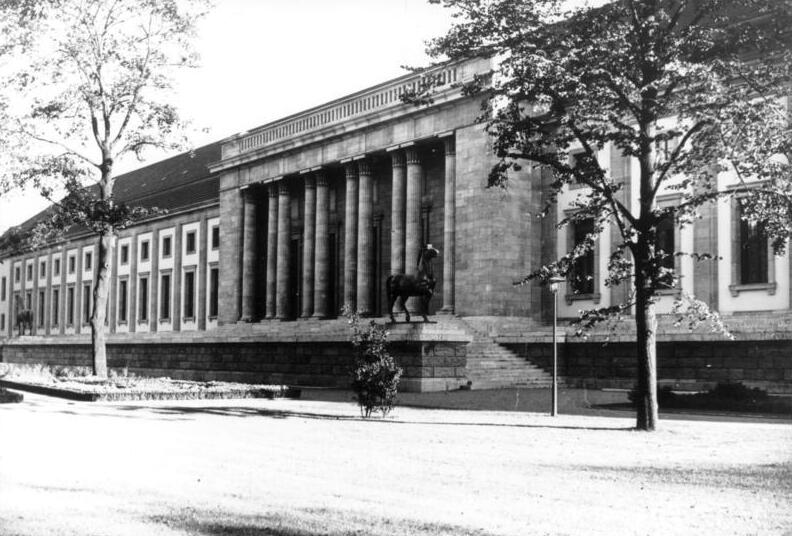
Gartenfront, 1941
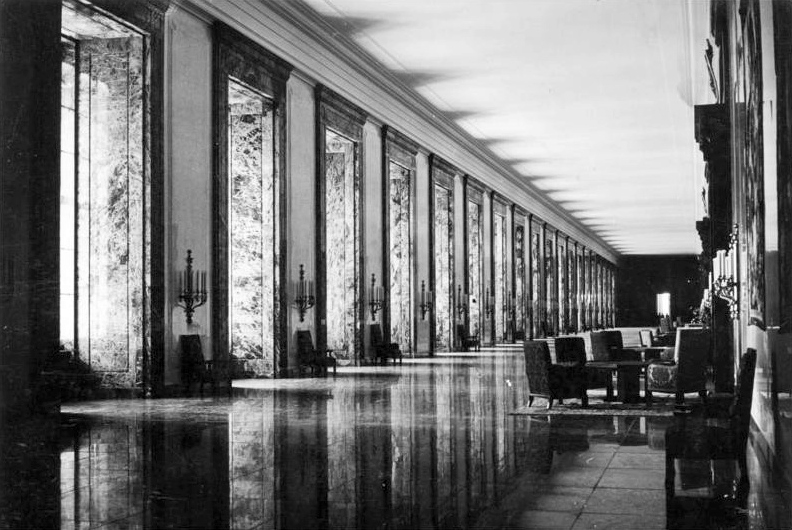
Marmorgalerie, 1939
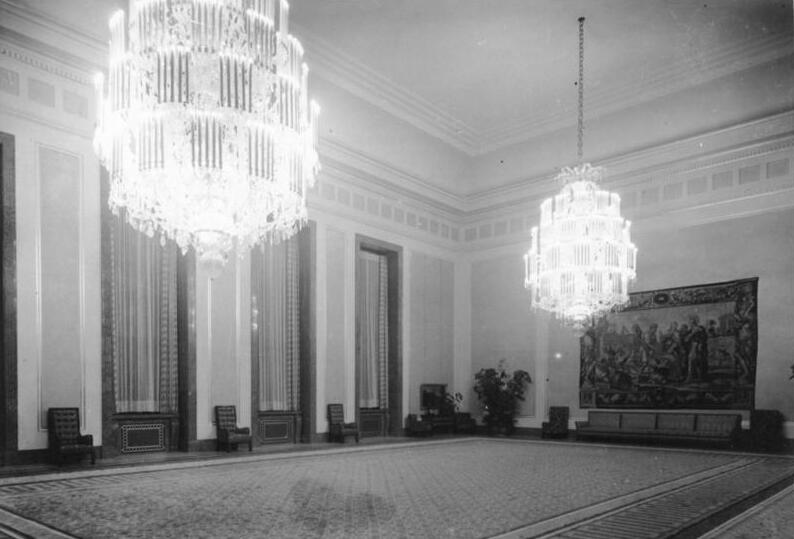
Großer Empfangssaal, 1939
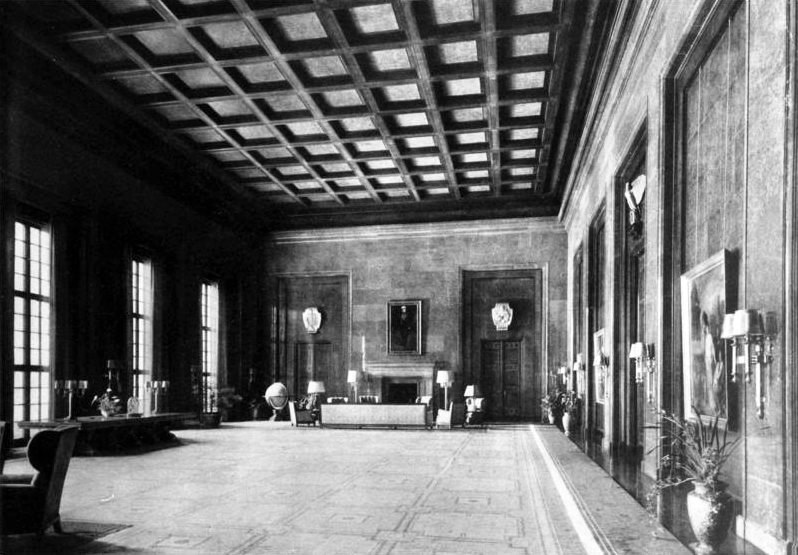
Hitlers Arbeitszimmer, 1939
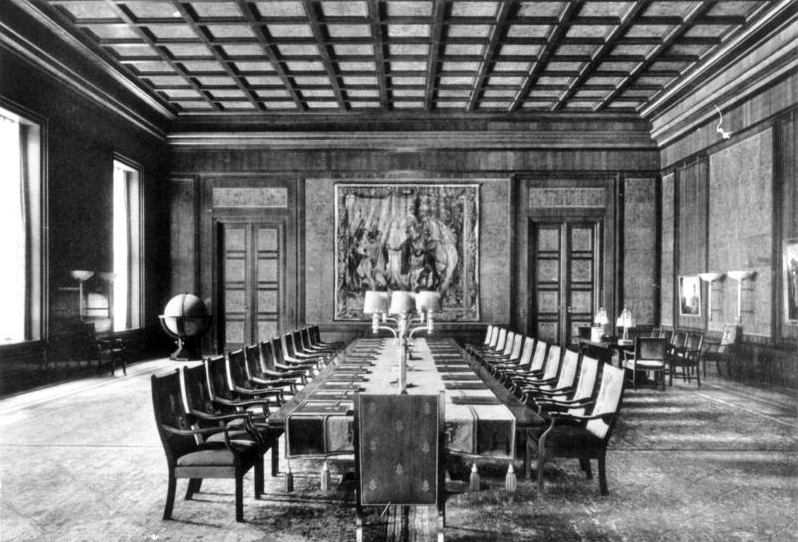
Reichskabinettsaal, 1939
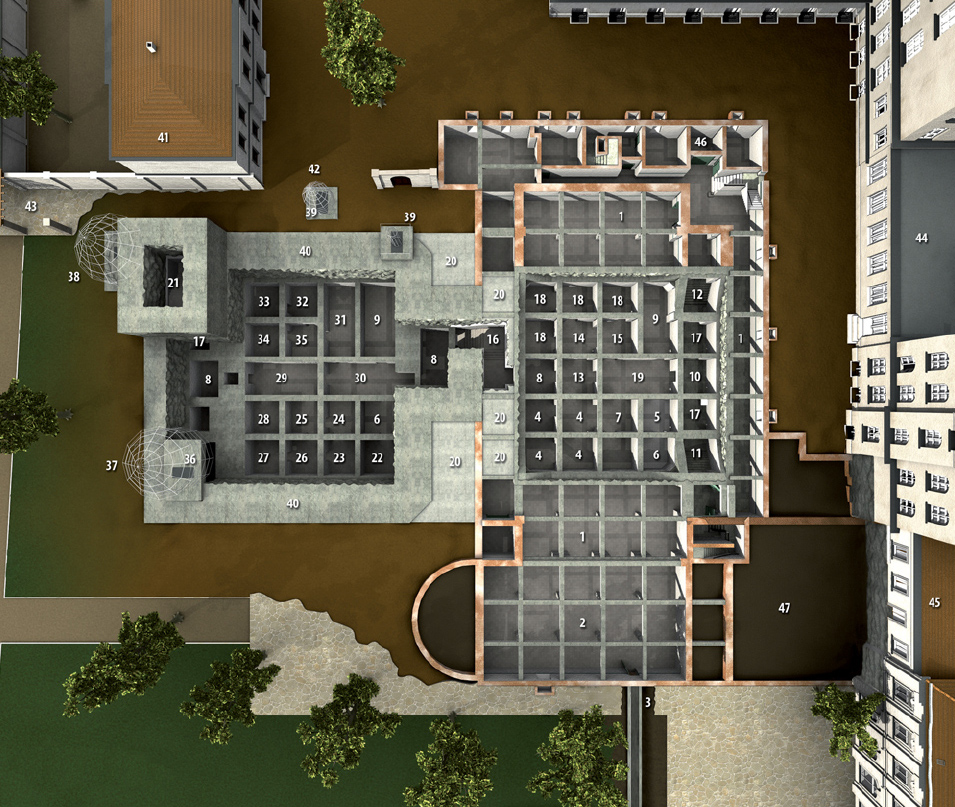
Räumliches Modell des „Führerbunkers“
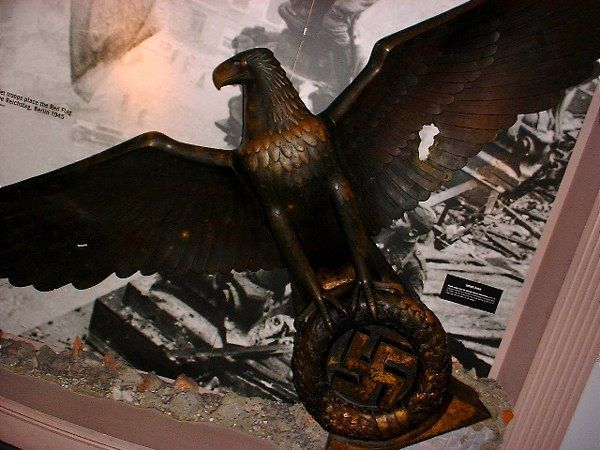
Originaler bronzener Reichsadler aus der Neuen Reichskanzlei

## Filme (Auswahl)
- Der Untergang. Spielfilm, Deutschland, 2004, Fernsehfassung: 178 min, Kinofassung: 155 min, Buch: Bernd Eichinger, Regie: Oliver Hirschbiegel.
- Geheimnisvolle Orte – Hitlers Reichskanzlei. Dokumentarfilm, Deutschland, 2012, 43:42 min, Buch und Regie: Jürgen Ast und Kerstin Mauersberger, Produktion: astfilm, rbb, Reihe: Geheimnisvolle Orte, Erstsendung:, 22. Oktober 2012 bei Das Erste, Inhaltsangabe von rbb, u. a. mit dem Computergrafiker Christoph Neubauer, dem Architekturhistoriker Wolfgang Schäche, der Kunsthistorikerin Angela Schönberger und dem Stadtplaner Dieter Hoffmann-Axthelm.